# کانگناسور
کانگناسور (نام علمی: Kangnasaurus) نام یک سرده از راسته پرنده‌کفلان است.